# Plectranthus petiolaris
Plectranthus petiolaris là một loài thực vật có hoa trong họ Hoa môi. Loài này được E.Mey. miêu tả khoa học đầu tiên năm 1838.